# Jean-Marie d'Huy
Jean-Marie d'Huy est un juge d'instruction français.
Il est l'un des magistrats instructeurs de l'affaire des surfacturations à France Télécom et de l'affaire Clearstream 2.

## Biographie
Né en 1956 en Guadeloupe, Jean-Marie d'Huy a fait ses études de droit à la faculté de droit de Sceaux (université Jean Monnet), comme le juge Éric Halphen.
Ancien enseignant et ex-inspecteur des impôts, il est père de trois enfants.
Il a complété ses études à l'École nationale de la magistrature.
Il a été nommé en 1986 juge de l'application des peines au Tribunal de grande instance d'Evry. En 1991, il devient juge d'instruction spécialisé dans les affaires politico-financières. Il a instruit plusieurs dossiers concernant tant la droite que la gauche en Essonne entre 1991 et 1999, tels que les affaires du Conseil général impliquant notamment Xavier Dugoin et plusieurs personnalités du RPR et le financement du Parti Socialiste.
En juillet 1994, il instruit une affaire mettant en cause la filiale française de télécommunications Alcatel CIT du groupe Alcatel-Alsthom (anciennement CGE et future Alcatel) et, notamment, son président Pierre Suard, à travers un système complexe de surfacturation au préjudice de France Télécom. Les investigations ont mis au jour d'autres faits pour lesquels l'ex-PDG d'Alcatel-Alsthom est condamné en appel en mars 1999 à deux ans de prison avec sursis et 300 000 euros d'amende pour recel abus de biens sociaux. Il était accusé d'avoir fait payer par Alcatel-Alsthom d'importants travaux de sécurité et de confort à ses différents domiciles. Pierre Suard a bénéficié le 4 juin 2006 d'un non-lieu pour l'affaire dite des surfacturations d'Alcatel, pour laquelle il avait dû démissionner de la présidence du groupe,,.
À la suite de la prise en charge d'affaires  médiatiques il a été surnommé « le petit juge d'Evry »
Dans les années 1990, les « petits juges » ont ébranlé le bastion des élites économiques. Le « Petit juge d'Evry » a fait partie de la vague des magistrats instructeurs dont le pouvoir a été relayé par la presse et la télévision. Les magistrats instructeurs ont fait progresser l’égalité des citoyens devant la Justice, au prix de quelques excès médiatiques. À cette époque, les journaux ont, tour à tour, vanté et dénoncé l'audace de ces « petits juges » contre la délinquance en col blanc.
Le 1er octobre 2004, les six juges d'instruction, Jean-Marie d'Huy, Henri Pons, Philippe Courroye, Renaud Van Ruymbeke, Xavière Simeoni et Armand Riberolles, font partie du pôle interrégional de lutte contre la criminalité [financière] mis en place,. 
Concernant l'affaire Clearstream, les deux juges Jean-Marie d'Huy et Henri Pons se sont vu reprocher par le procureur de la République de Paris, Jean-Claude Marin, des méthodes qui « témoignent d'un mépris ou d'un manque de considération du ministère public ». Ces propos peuvent être compris dans le cadre du "jeu" opposant les juges d'instruction, indépendants, au parquet, soumis au pouvoir politique.
Henri Pons et Jean-Marie d'Huy ont instruit l'affaire Rhodia et l'affaire Vivendi. Jean-Marie d'Huy est également chargé de l'affaire du « comité d'entreprise » d'EDF.
En tant qu'avocat général, il a requis, le 17 juin 2016, au procès en appel de l’ex-trader Jérôme Kerviel, le rejet de la demande de dommages et intérêts à hauteur de 4,9 milliards d’euros formulée par la Société générale. Ces procès sont associés à Crise financière de janvier 2008 à la Société générale.